# Lac aux Castors
Der Lac aux Castors („Bibersee“) ist ein künstlicher See in Montreal, inmitten des Parc du Mont-Royal auf dem Montrealer Hausberg Mont Royal. 
Der See wurde 1938 in einem Sumpfgebiet nach Plänen des Landschaftsarchitekten Frederick Gage Todd angelegt. Der Name bezieht sich auf alte Biberdämme, die bei den Bauarbeiten zum Vorschein kamen.
Der rund 200 Meter lange und 150 Meter breite See besitzt annähernd die Form eines vierblättrigen Kleeblatts. In unmittelbarer Nähe des Sees wird im Winter eine Eisbahn zum Schlittschuhlaufen sowie Snowtubing (Rodeln mit Reifenschlauch) angeboten. Am Westende des Sees befindet sich ein Pavillon, der 1961 eröffnet wurde.